# Dicranota (Paradicranota) spiralis
Dicranota (Paradicranota) spiralis is een tweevleugelige uit de familie Pediciidae. De soort komt voor in het Palearctisch gebied.